# Manoir de Saint-Donat
Le manoir de Saint-Donat est situé à Saint-Nicolas-du-Tertre en France.

## Localisation
Le manoir est situé sur le territoire de la commune de Saint-Nicolas-du-Tertre, au lieu-dit Saint-Donat, dans le département du Morbihan en région Bretagne.

## Description
Le manoir date du XVe siècle, édifice à un étage carré, élévation à travées construit en moellons sans chaîne en pierre de taille de grès et de schiste. Toiture à longs pans recouverte d'ardoises, pignon couvert. Escalier hors-œuvre : escalier à vis sans jour.

## Historique
Le logis du manoir de Saint-Donat se composait à l'origine du corps de bâtiment nord - soit à droite de l'actuelle tour d'escalier. Il a été construit pendant la première moitié du XVe siècle, à en juger par différents critères : le fruit important à la base de ses murs, l'orientation de sa façade principale vers l'est, le décor de ses cheminées auxquelles sont associées des étagères latérales servant à porter les luminaires, la porte en arc brisé dépourvue de tout décor. D'après le texte de la réformation (recensement de la noblesse) de 1427, Saint-Anat appartenait à "Raoul Le Barbier noble et accoustumé estre es mandements de Monsieur" ; il participera à l'enquête de 1440 recensant les nobles exempts d’impôt. À la montre (convocation de l'arrière ban à la revue militaire) de 1464, Jehan Le Barbier a un revenu de 50 livres, 40 livres à celle de 1477, 10 livres à celle de 1481. Le texte de la réformation de 1536 mentionne, à Saint-Thénat, Raoul Le Barbier "qui ne se dict point noble.
Le manoir est inscrit à l'inventaire général du patrimoine culturel.